# Río Alzette
El río Alzette (en luxemburgués: Uelzecht, en alemán: Alzig) es un río con una longitud de 73 kilómetros que recorre Francia y Luxemburgo. Desemboca en el río Sauer.
Nace en Thil, cerca del pueblo Villerupt, en el departamento Meurthe y Mosela, en Francia. En su recorrido por Luxemburgo pasa por Esch-sur-Alzette, la ciudad de Luxemburgo y Mersch.